# Atletismo nos Jogos Pan-Americanos de 1975 - 5000 m masculino
A prova dos 5000 m masculino nos Jogos Pan-Americanos de 1975 foi realizada na Cidade do México, México.

## Medalhistas
| Ouro                           | Prata                            | Bronze                   |
| Domingo Tibaduiza COL Colômbia | Ted Castañeda USA Estados Unidos | Rodolfo Gomez MEX México |

## Resultados
| Posição           | Nome              | Nacionalidade      | Tempo    | Notas |
| ----------------- | ----------------- | ------------------ | -------- | ----- |
| Medalha de ouro   | Domingo Tibaduiza | COL Colômbia       | 14:02.00 |       |
| Medalha de prata  | Ted Castañeda     | USA Estados Unidos | 14:03.20 |       |
| Medalha de bronze | Rodolfo Gomez     | MEX México         | 14:05.25 |       |
| 4                 | Luis Hernández    | MEX México         | 14:21.59 |       |
| 5                 | José da Silva     | BRA Brasil         | 14:41.36 |       |
| 6                 | Edmundo Warnke    | CHI Chile          | 15:00.66 |       |
| 7                 | Mike Slack        | USA Estados Unidos | 15:17.32 |       |
| 8                 | Sixto Hierrezuelo | CUB Cuba           | 15:32.59 |       |